# Prowincja Chonburi
Chonburi (taj. ชลบุรี) – jedna z prowincji (changwat) Tajlandii. Sąsiaduje z prowincjami Chachoengsao, Chanthaburi i Rayong. Prowincja leży nad zatoką Tajlandzką.